# Эпштейн, Авраам
Авраам Эпштейн (нем. Abraham Epstein, 1841—1918) — российско-австрийский раввин, специалист по иудейской литературе.

## Биография
Родился в Старо-Константинове Волынской губернии, в 1841 г. Проживал в Вене.

## Труды
- «Kadmut ha-Tanchum» — исправленное издание Буберовского «Мидраш Танхума» (1886);
- «Ми-Кадмониот га-Иегудим» — исследование еврейской хронологии и обработанное, снабжённое примечаниями,
- издание Мидраша Тадше (1887);
- «Веreschit-Eabbati» (1888);
- «R. Simeon Kara und der Jalkut Schimeoni» (1891);
- «Eldad ha-Dani» — критическое издание, с вариантами из различных манускриптов известного труда Элдада, с введением и примечаниями (1891);
- «La lettre d’Eldad sur les dix tribus» (1892);
- «R. Mosche ha-Darschan mi-Narbona» (1891) — о Моисее га-Даршане (XI век);
- «Dibre Bikkoret li-Kebod Rabbi S. L. Rapoport» — защита Рапопорта от нападок Вейса (1896);
- «Jüdische Alterthümer in Worms und Speier» (1896),
- много отдельных статей критического, биографического, исторического и археологического характера в Monatsschrift, REJ., Ha Choker и мн. др.[7]